# DFB-Pokal 1990/91
DFB-Pokalsieger 1991 war Werder Bremen. Im Endspiel im Olympiastadion Berlin siegte Bremen am 22. Juni 1991 mit 4:3 im Elfmeterschießen gegen den 1. FC Köln. Nach regulärer Spielzeit und Verlängerung stand es 1:1. Wie bei den vorangegangenen Finals 1989 und 1990 ging die Mannschaft von Trainer Otto Rehhagel auch im dritten Endspiel hintereinander als vermeintlicher Favorit ins Finale, konnte aber im dritten Versuch endlich gewinnen. Der Pokalsieg 1991 bildete die Voraussetzung zum Gewinn des Europapokals der Pokalsieger durch Werder Bremen in der anschließenden Saison.
Titelverteidiger 1. FC Kaiserslautern war bereits in der 2. Runde gegen den späteren Finalisten 1. FC Köln ausgeschieden, konnte aber die Meisterschaft gewinnen. Der FC Bayern war schon in der 1. Runde sensationell gegen den Oberligisten FV 09 Weinheim ausgeschieden. Letztmals gab es in dieser Saison Wiederholungsspiele, wenn es auch nach Verlängerung keinen Sieger gab.

## Teilnehmende Mannschaften
Folgende 64 Mannschaften qualifizierten sich für den Pokalwettbewerb:
| Bundesliga die 18 Vereine der Saison 1989/90 | 2. Bundesliga die 20 Vereine der Saison 1989/90 | Verbandspokal die Vertreter der 16 Landesverbände des DFB | Verbandspokal die Vertreter der 16 Landesverbände des DFB |
| FC Bayern München 1. FC Köln Eintracht Frankfurt Borussia Dortmund Bayer 04 Leverkusen VfB Stuttgart Werder Bremen 1. FC Nürnberg Fortuna Düsseldorf Karlsruher SC Hamburger SV 1. FC Kaiserslautern (TV) FC St. Pauli Bayer Uerdingen Borussia Mönchengladbach VfL Bochum SV Waldhof Mannheim FC 08 Homburg | Hertha BSC SG Wattenscheid 09 1. FC Saarbrücken Stuttgarter Kickers FC Schalke 04 Rot-Weiss Essen Eintracht Braunschweig Hannover 96 Blau-Weiß 90 Berlin MSV Duisburg SV Meppen Preußen Münster SC Freiburg SC Fortuna Köln VfL Osnabrück SV Darmstadt 98 KSV Hessen Kassel SpVgg Bayreuth Alemannia Aachen SpVgg Unterhaching | - Schleswig-Holstein FC Kilia Kiel - Hamburg SC Victoria Hamburg - Bremen Werder Bremen (A) - Niedersachsen TuS Bersenbrück VfL Wolfsburg 1. SC Göttingen 05 - Berlin Türkiyemspor Berlin - Westfalen ASC Schöppingen DSC Wanne-Eickel DJK Teutonia Waltrop - Mittelrhein SC Viktoria Köln - Niederrhein FC Remscheid SV Hilden-Nord | - Rheinland Eintracht Trier - Südwest Südwest Ludwigshafen - Saarland Borussia Neunkirchen SV Ludweiler-Warndt 1 - Hessen FSV Frankfurt Eintracht Haiger 2 - Württemberg SSV Reutlingen 05 FC Wangen 05 3 - Baden FV 09 Weinheim - Südbaden SC Pfullendorf - Bayern SpVgg Fürth SpVgg Weiden 1. FC Miltach |

## 1. Hauptrunde
| Datum                    |                      | Ergebnis  |                          |
| ------------------------ | -------------------- | --------- | ------------------------ |
| Fr 03.08.1990, 18:15 Uhr | SpVgg Unterhaching   | 0:1       | FC Schalke 04            |
| Fr 03.08.1990, 20:00 Uhr | Alemannia Aachen     | 0:1 n. V. | Bayer Uerdingen          |
| Sa 04.08.1990, 15:00 Uhr | FV 09 Weinheim       | 1:0       | FC Bayern München        |
| Sa 04.08.1990, 15:00 Uhr | Eintracht Haiger     | 1:2       | Borussia Mönchengladbach |
| Sa 04.08.1990, 15:00 Uhr | FC Kilia Kiel        | 1:4       | FC St. Pauli             |
| Sa 04.08.1990, 15:00 Uhr | VfL Wolfsburg        | 1:6       | 1. FC Köln               |
| Sa 04.08.1990, 15:00 Uhr | Eintracht Trier      | 0:1       | VfB Stuttgart            |
| Sa 04.08.1990, 15:00 Uhr | KSV Hessen Kassel    | 1:0       | FC 08 Homburg            |
| Sa 04.08.1990, 15:00 Uhr | FC Wangen 05         | 1:2       | Rot-Weiss Essen          |
| Sa 04.08.1990, 15:00 Uhr | FSV Frankfurt        | 3:4 n. V. | Preußen Münster          |
| Sa 04.08.1990, 15:00 Uhr | DJK Teutonia Waltrop | 0:1       | Eintracht Braunschweig   |
| Sa 04.08.1990, 15:00 Uhr | Türkiyemspor Berlin  | 2:6       | 1. FC Saarbrücken        |
| Sa 04.08.1990, 15:00 Uhr | SC Pfullendorf       | 0:2       | MSV Duisburg             |
| Sa 04.08.1990, 15:00 Uhr | SC Viktoria Köln     | 2:4       | VfL Osnabrück            |
| Sa 04.08.1990, 15:00 Uhr | ASC Schöppingen      | 1:2       | Eintracht Frankfurt      |
| Sa 04.08.1990, 15:00 Uhr | DSC Wanne-Eickel     | 1:3       | Hertha BSC               |
| Sa 04.08.1990, 15:00 Uhr | SV Werder Bremen (A) | 1:3       | SG Wattenscheid 09       |
| Sa 04.08.1990, 15:00 Uhr | SpVgg Fürth          | 3:1       | Borussia Dortmund        |
| Sa 04.08.1990, 15:00 Uhr | SpVgg Bayreuth       | 0:3       | Blau-Weiß 90 Berlin      |
| Sa 04.08.1990, 15:00 Uhr | SV Hilden-Nord       | 2:1 n. V. | SC Freiburg              |
| Sa 04.08.1990, 15:00 Uhr | SpVgg Weiden         | 1:2       | Werder Bremen            |
| Sa 04.08.1990, 15:00 Uhr | TuS Bersenbrück      | 0:4       | Hannover 96              |
| Sa 04.08.1990, 15:00 Uhr | Borussia Neunkirchen | 2:3 n. V. | Fortuna Düsseldorf       |
| Sa 04.08.1990, 15:00 Uhr | SV Ludweiler-Warndt  | 0:3       | SV Meppen                |
| Sa 04.08.1990, 15:00 Uhr | Stuttgarter Kickers  | 4:0       | SV Darmstadt 98          |
| Sa 04.08.1990, 17:00 Uhr | SC Victoria Hamburg  | 0:5       | Bayer 04 Leverkusen      |
| Sa 04.08.1990, 17:00 Uhr | 1. SC Göttingen 05   | 0:4       | Hamburger SV             |
| Sa 04.08.1990, 18:00 Uhr | 1. FC Miltach        | 1:3       | 1. FC Nürnberg           |
| Sa 04.08.1990, 18:00 Uhr | SSV Reutlingen 05    | 3:6 n. V. | Karlsruher SC            |
| Sa 04.08.1990, 18:00 Uhr | Südwest Ludwigshafen | 1:7       | 1. FC Kaiserslautern     |
| So 05.08.1990, 15:00 Uhr | FC Remscheid         | 3:2 n. V. | SC Fortuna Köln          |
| So 05.08.1990, 18:00 Uhr | SV Waldhof Mannheim  | 3:2       | VfL Bochum               |

## 2. Hauptrunde
| Datum                    |                      | Ergebnis  |                          |
| ------------------------ | -------------------- | --------- | ------------------------ |
| Fr 02.11.1990, 20:00 Uhr | Werder Bremen        | 2:0       | FC St. Pauli             |
| Sa 03.11.1990, 14:00 Uhr | SpVgg Fürth          | 0:1       | 1. FC Saarbrücken        |
| Sa 03.11.1990, 14:00 Uhr | SV Hilden-Nord       | 0:4       | Preußen Münster          |
| Sa 03.11.1990, 15:30 Uhr | FC Schalke 04        | 4:0       | Eintracht Braunschweig   |
| Sa 03.11.1990, 15:30 Uhr | Bayer 04 Leverkusen  | 0:1       | Bayer Uerdingen          |
| Sa 03.11.1990, 15:30 Uhr | Eintracht Frankfurt  | 0:0 n. V. | 1. FC Nürnberg           |
| Sa 03.11.1990, 15:30 Uhr | Karlsruher SC        | 0:2       | VfB Stuttgart            |
| Sa 03.11.1990, 15:30 Uhr | 1. FC Kaiserslautern | 1:2       | 1. FC Köln               |
| Sa 03.11.1990, 15:30 Uhr | Fortuna Düsseldorf   | 0:0 n. V. | Blau-Weiß 90 Berlin      |
| Sa 03.11.1990, 15:30 Uhr | Hertha BSC           | 1:2       | MSV Duisburg             |
| Sa 03.11.1990, 17:00 Uhr | Hannover 96          | 0:0 n. V. | Hamburger SV             |
| So 04.11.1990, 14:00 Uhr | FV 09 Weinheim       | 1:3       | Rot-Weiss Essen          |
| So 04.11.1990, 14:00 Uhr | FC Remscheid         | 1:0       | Borussia Mönchengladbach |
| So 04.11.1990, 14:15 Uhr | KSV Hessen Kassel    | 3:2       | Stuttgarter Kickers      |
| So 04.11.1990, 14:15 Uhr | SV Meppen            | 2:0       | SV Waldhof Mannheim      |
| So 04.11.1990, 15:00 Uhr | VfL Osnabrück        | 1:2 n. V. | SG Wattenscheid 09       |

### Wiederholungsspiele
| Datum                    |                     | Ergebnis  |                     |
| ------------------------ | ------------------- | --------- | ------------------- |
| Di 13.11.1990, 20:00 Uhr | 1. FC Nürnberg      | 0:2 n. V. | Eintracht Frankfurt |
| Di 13.11.1990, 20:00 Uhr | Blau-Weiß 90 Berlin | 1:0       | Fortuna Düsseldorf  |
| Di 13.11.1990, 20:00 Uhr | Hamburger SV        | 2:1       | Hannover 96         |

## Achtelfinale
| Datum                    |                   | Ergebnis  |                     |
| ------------------------ | ----------------- | --------- | ------------------- |
| Fr 30.11.1990, 20:00 Uhr | Preußen Münster   | 0:1       | VfB Stuttgart       |
| Fr 30.11.1990, 20:00 Uhr | Werder Bremen     | 3:1       | FC Schalke 04       |
| Fr 30.11.1990, 20:00 Uhr | Bayer Uerdingen   | 4:2 n. V. | Rot-Weiss Essen     |
| Sa 01.12.1990, 15:30 Uhr | 1. FC Köln        | 1:0       | SV Meppen           |
| Sa 01.12.1990, 15:30 Uhr | MSV Duisburg      | 3:2 n. V. | Blau-Weiß 90 Berlin |
| Sa 01.12.1990, 15:30 Uhr | 1. FC Saarbrücken | 0:0 n. V. | Eintracht Frankfurt |
| Sa 01.12.1990, 15:30 Uhr | Hamburger SV      | 1:2       | SG Wattenscheid 09  |
| So 02.12.1990, 13:45 Uhr | FC Remscheid      | 2:3 n. V. | KSV Hessen Kassel   |

### Wiederholungsspiel
| Datum                    |                     | Ergebnis  |                   |
| ------------------------ | ------------------- | --------- | ----------------- |
| Di 05.03.1991, 20:00 Uhr | Eintracht Frankfurt | 3:2 n. V. | 1. FC Saarbrücken |

## Viertelfinale
| Datum                    |                     | Ergebnis  |                    |
| ------------------------ | ------------------- | --------- | ------------------ |
| Do 28.03.1991, 20:00 Uhr | Bayer Uerdingen     | 1:4       | MSV Duisburg       |
| Sa 30.03.1991, 15:30 Uhr | Eintracht Frankfurt | 3:1       | SG Wattenscheid 09 |
| Sa 30.03.1991, 15:30 Uhr | 1. FC Köln          | 1:0 n. V. | VfB Stuttgart      |
| Sa 30.03.1991, 15:30 Uhr | KSV Hessen Kassel   | 0:2       | Werder Bremen      |

## Halbfinale
| Datum                    |                     | Ergebnis  |               |
| ------------------------ | ------------------- | --------- | ------------- |
| Di 23.04.1991, 20:00 Uhr | MSV Duisburg        | 0:0 n. V. | 1. FC Köln    |
| Do 25.04.1991, 19:00 Uhr | Eintracht Frankfurt | 2:2 n. V. | Werder Bremen |

### Wiederholungsspiele
| Datum                    |               | Ergebnis |                     |
| ------------------------ | ------------- | -------- | ------------------- |
| Di 07.05.1991, 20:15 Uhr | 1. FC Köln    | 3:0      | MSV Duisburg        |
| Mi 08.05.1991, 20:00 Uhr | Werder Bremen | 6:3      | Eintracht Frankfurt |

## Finale
| Paarung        | Werder Bremen – 1. FC Köln |
| Ergebnis       | 1:1 n. V. (1:1, 0:0), 4:3 i. E. |
| Datum          | 22. Juni 1991 um 19:30 Uhr |
| Stadion        | Olympiastadion, Berlin |
| Zuschauer      | 73.000 (ausverkauft) |
| Schiedsrichter | Aron Schmidhuber (Ottobrunn) |
| Tore           | 1:0 Dieter Eilts (48.) 1:1 Maurice Banach (62.) Elfmeterschießen: Andrzej Rudy verschießt (neben das Tor) Klaus Allofs verschießt (Illgner hält) 0:1 Alfons Higl 1:1 Wynton Rufer Pierre Littbarski verschießt (Reck hält) 2:1 Rune Bratseth 2:2 Maurice Banach 3:2 Uwe Harttgen 3:3 Falko Götz 4:3 Uli Borowka |
| Werder Bremen  | Oliver Reck – Rune Bratseth – Mirko Votava , Uli Borowka – Thomas Wolter, Günter Hermann (75. Gunnar Sauer), Dieter Eilts, Frank Neubarth (70. Uwe Harttgen), Marco Bode – Wynton Rufer, Klaus Allofs Cheftrainer: Otto Rehhagel                                                                                |
| 1. FC Köln     | Bodo Illgner – Jann Jensen – Andreas Gielchen, Karsten Baumann – Frank Greiner, Alfons Higl, Pierre Littbarski , Ralf Sturm (59. Horst Heldt), Henrik Andersen (96. Andrzej Rudy) – Falko Götz, Maurice Banach Cheftrainer: Erich Rutemöller                                                                    |
| Gelbe Karten   | Frank Neubarth – Frank Greiner, Andreas Gielchen |

## Beste Torschützen
Nachfolgend sind die besten Torschützen des DFB-Pokals 1990/91 aufgeführt. Die Sortierung erfolgt nach Anzahl ihrer Treffer, bei gleicher Toranzahl alphabetisch.
| Rang | Spieler            | Verein             | Tore |
| ---- | ------------------ | ------------------ | ---- |
| 1    | Michael Tönnies    | MSV Duisburg       | 6    |
| 2    | Maurice Banach     | 1. FC Köln         | 4    |
| 2    | Wynton Rufer       | Werder Bremen      | 4    |
| 2    | Wolfgang Schüler   | 1. FC Saarbrücken  | 4    |
| 5    | Klaus Allofs       | Werder Bremen      | 3    |
| 5    | Jonathan Akpoborie | 1. FC Saarbrücken  | 3    |
| 5    | Thomas Doll        | Hamburger SV       | 3    |
| 5    | Falko Götz         | 1. FC Köln         | 3    |
| 5    | Dirk Helmig        | Rot-Weiss Essen    | 3    |
| 5    | Frank Neubarth     | Werder Bremen      | 3    |
| 5    | Frank Ordenewitz   | 1. FC Köln         | 3    |
| 5    | Souleymane Sané    | SG Wattenscheid 09 | 3    |